# Patrick Besson
Patrick Besson (ur. 1 czerwca 1956) – francuski pisarz.
Jego matka była Chorwatką, ojciec miał rosyjskie korzenie. Debiutował w wieku 17 lat, powieścią Les Petits Maux d’amour (1974). Sympatyzował z komunizmem, był recenzentem L’Humanité, współpracował z innymi czasopismami. Jest autorem szeregu książek, na język polski przełożono jego dwie powieści. W Mojej bratowej Annabel dwóch braci rywalizuje o tę samą kobietę, akcja Lecz zabije rzeka białego człowieka rozgrywa się współcześnie w Kongo. Jego dzieła były nagradzane, za Les Braban otrzymał Nagrodę Renaudot (1995).

## Polskie przekłady
- Moja bratowa Annabel (Belle-soeur 2007)
- Lecz zabije rzeka białego człowieka (Mais le fleuve tuera l’homme blanc 2009)